# Teleférico de Santo Domingo
El Teleférico de Santo Domingo es un sistema de transporte de tipo teleférico en Santo Domingo, República Dominicana. Está integrado por dos líneas en servicio hasta ahora: Línea 1 con 5 kilómetros ubicada en Sabana Perdida y la Línea 2, ubicada en el sector de Los Alcarrizos con 4,2 kilómetros.
Su sistema funciona como un teleférico tipo mono cable con cabinas desembragables conectado al Metro de Santo Domingo, sirviendo zonas de difícil acceso y como sistema alimentador del metro.

## Historia
La idea de la construcción de un teleférico surgió como una respuesta al caos del tráfico en las denominadas hora pico, deficiencia y el alto costo del sistema de transporte público y vial de Santo Domingo y la  necesidad de un medio de transporte para los pobladores de la orilla de los Ríos Isabela y Ozama y la zona noroeste de la ciudad de Santo Domingo.[cita requerida]
El sistema fue inspirado en el Metrocable de Medellín, Colombia, siendo diseñado para el transporte de 6,000 pasajeros por hora con 195 cabinas, que girarían constantemente con un promedio de 12 segundos por compartimento con capacidad para 10 pasajeros. La justificación del proyecto estuvo determinada en una solución de movilidad integral para un total de más de 287,000 ciudadanos del Distrito Nacional y de los municipios de Santo Domingo Este y Santo Domingo Norte, siendo parte del programa de adecuación de la Nueva Barquita.[cita requerida]
El Teleférico fue diseñado de acuerdo con las normas de movilidad universal para facilitar el uso de las personas no videntes y con movilidad reducida a través de las estaciones.
El sistema de cable aéreo fue construido como una interconexión de los sectores Gualey, Los Tres Brazos y Sabana Perdida, con la integración con el metro de Santo Domingo y sus rutas alimentadoras, representando un modelo de gestión sostenible de vista social, económico y ambiental, con el que se estima en un ahorro de los usuarios de aproximadamente un 30%.
Para la construcción del teleférico junto con cuatro estaciones, incluyó la intervención en su entorno, el montaje del sistema electromecánico con cinco plataformas, 36 torres de apoyo y el montaje del cable portante tractor. Debido a la topografía irregular del lugar de algunas de las estaciones, se diseñaron varios escalones para salvar la distancia entre los edificios y las plazoletas.
El Teleférico fue inaugurado el 23 de mayo de 2018 iniciando sus operaciones regulares el 1 de julio del 2018 y tiene capacidad para transportar unos seis mil pasajeros por hora (54 mil pasajeros al día) en las dos direcciones, con un horario de 6:00 AM a 9:00 PM.
Para el presupuesto nacional del 2019, la presidencia de la república incluyó RD$ 4,000 millones para la construcción de la segunda línea del Teleférico. La segunda línea tenía un total de 11 kilómetros y comunicará el sector de Los Alcarrizos con el kilómetro 9 de la autopista Duarte con seis estaciones. En abril de 2021 inició la construcción de la línea 2 en el Municipio de Los Alcarrizos y la extensión de la Línea 2 del Metro de Santo Domingo hasta el Municipio de Los Alcarrizos.
En febrero de 2023, inició la prueba de la línea T2 del sistema. El lunes 1 de mayo de 2023, inició su operación comercial la línea 2 de Los Alcarrizos, la obra, tuvo un costo que asccendió a los RD$6,978,651,038.

## Líneas

### Línea 1
La línea 1 tiene un recorrido de 5 kilómetros, conecta con la línea 2 del Metro de Santo Domingo en la estación Eduardo Brito. Cruza toda Sabana Perdida hasta llegar a la Charles de Gaulle. Cuenta con 195 cabinas que pueden mover hasta 6,000 pasajeros por hora.

### Línea 2
La línea 2 tiene un recorrido de 4.20 kilómetros, esta conectada con la estación Pablo Adón Guzmán de Línea 2 del Metro de Santo Domingo y cruza algunas partes de Los Alcarrizos. Está compuesta por 4 estaciones, 1 garaje de cabinas, 25 pilonas, 163 cabinas con capacidad para 12 personas, 4.20 km de línea y una velocidad de 7 m/s.

## Futuras líneas
Como parte del Sistema Integrado de Transporte Público, el presidente Luis Abinader anunció en 2023 un teleférico para el Municipio Santo Domingo Oeste, con un recorrido en la avenida Isabel Aguiar hasta el km. 9 de la autopista Duarte con avenida Luperón,  conectando con la Línea 2 del Metro de Santo Domingo.
La línea T3, tendrá un recorrido de 7.6 kilómetros, conectando con la estación del metro María Montez en la Línea 2 del Metro de Santo Domingo y llega hasta Haina. Tiene capacidad para 12 personas paradas, velocidad de cabina de 7 m/s, y las estaciones entre sí en promedio 1.2 kilómetros. En promedio el recorrido de estaciones es de 4 minutos, y tiene capacidad máxima de 4,500 personas por hora por sentido.

## Cabinas
La línea T1 cuenta con 195 cabinas con pinzas desembragables que giran constantemente con un promedio de 12 segundos por compartimento y 240 centímetros de ancho. La línea T2 cuenta con  163 Cabinas con un sistema monocable de pinzas desembragables con una capacidad de 4,500 pasajeros por hora por sentido (pphps).
Cuentan con entrada de aire natural y doble techo para control de la temperatura con un soporte de 1,800 libras con capacidad para transportar 10 personas y un total de 6,000 personas por hora y tienen los colores blanco, rojo y azul.